# Algés, Linda-a-Velha e Cruz Quebrada-Dafundo
Algés, Linda-a-Velha e Cruz Quebrada-Dafundo (llamada oficialmente União das Freguesias de Algés, Linda-a-Velha e Cruz Quebrada-Dafundo) es una freguesia portuguesa del municipio de Oeiras, distrito de Lisboa.

## Historia
Fue creada el 28 de enero de 2013 en aplicación de una resolución de la Asamblea de la República de Portugal promulgada el 16 de enero de 2013 con la unión de las freguesias de Algés, Cruz Quebrada-Dafundo y Linda-a-Velha, pasando su sede a estar situada en la antigua freguesia de Algés.

## Demografía
| Gráfica de evolución demográfica de Algés, Linda-a-Velha e Cruz Quebrada-Dafundo entre 2011 y 2021 |
| |
| Datos según el nomenclátor publicado por el INE portugués.                                         |